# Simon Chemoiywo
Simon Chemoiywo (20 aprile 1968) è un ex maratoneta ed ex mezzofondista keniota.

## Palmarès
| Anno | Manifestazione    | Sede     | Evento         | Risultato | Prestazione | Note |
| ---- | ----------------- | -------- | -------------- | --------- | ----------- | ---- |
| 1993 | Africani          | Durban   | 5000 m piani   | Oro       | 13'09"68    |      |
| 1994 | Mondiali di cross | Budapest | Corsa seniores | Argento   | 34'38"      |      |
| 1994 | Mondiali di cross | Budapest | A squadre      | Oro       | 34 p.       |      |
| 1995 | Mondiali di cross | Durham   | Corsa seniores | 8º        | 34'46"      |      |
| 1995 | Mondiali di cross | Durham   | A squadre      | Oro       | 62 p.       |      |
| 1995 | Mondiali          | Göteborg | 5000 m piani   | Batteria  | 13'39"04    |      |

## Campionati nazionali
1993
- Bronzo ai campionati kenioti, 5000 m piani - 13'54"0

1994
- Oro ai campionati kenioti, 5000 m piani - 13'36"1
- Bronzo ai campionati kenioti di corsa campestre - 36'17"

1995
- Argento ai campionati kenioti, 5000 m piani - 13'33"43
- Bronzo ai campionati kenioti di corsa campestre - 35'45"

1998
- 5º ai campionati kenioti, 10000 m piani - 28'27"0
- 13º ai campionati kenioti di corsa campestre - 37'08"

## Altre competizioni internazionali[1]
1992
- Oro alla Corrida Internacional de São Silvestre ( San Paolo), 15 km - 44'08"

1993
- 4º all'Athletissima ( Losanna), 5000 m piani - 13'18"85
- 8º ai Bislett Games ( Oslo), 5000 m piani - 13'24"49
- 22º al Weltklasse Zürich ( Zurigo), 5000 m piani - 13'51"86
- Bronzo alla Corrida Internacional de São Silvestre ( San Paolo), 15 km - 43'20"

1994
- 11º alla IAAF Grand Prix Final ( Parigi), 5000 m piani - 13'58"32
- 5º ai III Goodwill Games ( San Pietroburgo), 5000 m piani - 13'30"39
- Oro all'Herculis ( Monaco), 5000 m piani - 13'07"57
- 7º ai Bislett Games ( Oslo), 5000 m piani - 13'20"30
- 4º al Memorial Van Damme ( Bruxelles), 5000 m piani - 13'25"77
- 4º al Giro Media Blenio ( Dongio) - 28'12"

1995
- 4º all'Athletissima ( Losanna), 5000 m piani - 13'16"38
- 16º al Bauhaus-Galan ( Stoccolma), 5000 m piani - 13'29"31
- 12º ai Bislett Games ( Oslo), 3000 m piani - 7'57"00
- Argento alla Corrida Internacional de São Silvestre ( San Paolo), 15 km - 44'16"

1996
- 8º ai Bislett Games ( Oslo), 3000 m piani - 7'50"32
- 11º al Cross Internacional Zornoza ( Amorebieta-Etxano) - 32'45"

1998
- 7º alla Maratona di New York ( New York) - 2h11'08"

2000
- Oro alla Maratona di Praga ( Praga) - 2h10'35"
- 4º al Mattoni Grand Prix ( Praga) - 29'53"

2001
- 12º alla Maratona di Praga ( Praga) - 2h16'31"

2003
- 21º alla Maratona di Hong Kong ( Hong Kong) - 2h36'19"